# さよなら物語-THE LAST SCENE and AFTER
『さよなら物語－THE LAST SCENE and AFTER』（さよならものがたり ザ・ラストシーン・アンド・アフター）は、河合奈保子の10枚目のオリジナル・アルバム。1984年12月5日に日本コロムビアからリリースされた。

## 概要
″ヨーロッパを舞台にした別れの物語″ をテーマにしたコンセプト・アルバム。河合のデビュー5周年を記念して、3か月に1枚という短いインターバルでの4枚のアルバムリリースが同年6月から始まったが、本作はその第3弾で、LPの帯には「奈保子5周年・メモリアルアルバム Vol.3」と記載されている。なお、本作と同時発売となった19枚目のシングル「北駅のソリチュード」は、B面曲も含め収録されていない。
全曲の作詞を売野雅勇、作曲は筒美京平で統一されており、編曲には矢島賢、矢島マキを迎え、フェアライトCMIでの演奏を基にギターやコーラスを重ねて録音が進められていった。シャンソン風やスウィング風の楽曲、ロシア民謡を思わせる楽曲などが収録され、サウンドの幅が更に拡がった作品になっている。それぞれの曲名には英語のサブタイトルが付けられている。
ジャケットの撮影は立木義浩が担当している。
2020年1月29日には、LPのアートワークをCDサイズで再現した紙ジャケット仕様のアルバムがタワーレコード限定で発売され、これを記念した当時のポスターやチラシ等の展示会が、タワーレコード新宿店限定で1月28日から2月9日まで開催された。更に2021年11月24日には、SACDハイブリッド盤が発売された。

## 収録曲

### LP / CT
| 全作詞: 売野雅勇、全作曲: 筒美京平、全編曲: 矢島賢・矢島マキ (Light House Project)。 |                                         |          |            |      |
| #                                                                                    | タイトル                                | 作詞     | 作曲・編曲 | 時間 |
| 1.                                                                                   | 「霧雨の埠頭 -LA JETEE-」               | 売野雅勇 | 筒美京平   | 4:14 |
| 2.                                                                                   | 「パリは悲しみに燃え -PARIS OCTOBRE-」  | 売野雅勇 | 筒美京平   | 4:28 |
| 3.                                                                                   | 「水の中の蜃気楼 -VENEZIA-」            | 売野雅勇 | 筒美京平   | 4:32 |
| 4.                                                                                   | 「人生という名のレヴュー -HOTEL RITZ-」 | 売野雅勇 | 筒美京平   | 4:41 |
| 5.                                                                                   | 「白夜の季節 -FIN-」                    | 売野雅勇 | 筒美京平   | 3:06 |

| 全作詞: 売野雅勇、全作曲: 筒美京平、全編曲: 矢島賢・矢島マキ (Light House Project)。 |                                                   |          |            |      |
| #                                                                                    | タイトル                                          | 作詞     | 作曲・編曲 | 時間 |
| 1.                                                                                   | 「哀しみのコンチェルト -WIEN-」                   | 売野雅勇 | 筒美京平   | 4:52 |
| 2.                                                                                   | 「海岸道路N2 -BARCELONA SENTIMENTAL-」            | 売野雅勇 | 筒美京平   | 5:14 |
| 3.                                                                                   | 「モスクワ・トワイライト -LAST DANCE IN MOSCOW-」 | 売野雅勇 | 筒美京平   | 5:05 |
| 4.                                                                                   | 「ラスト・シーンズ -SA・YO・NA・RA-」             | 売野雅勇 | 筒美京平   | 4:56 |

### CD
| 全作詞: 売野雅勇、全作曲: 筒美京平、全編曲: 矢島賢・矢島マキ (Light House Project)。 |                                                   |          |            |      |
| #                                                                                    | タイトル                                          | 作詞     | 作曲・編曲 | 時間 |
| 1.                                                                                   | 「霧雨の埠頭 -LA JETEE-」                         | 売野雅勇 | 筒美京平   | 4:14 |
| 2.                                                                                   | 「パリは悲しみに燃え -PARIS OCTOBRE-」            | 売野雅勇 | 筒美京平   | 4:28 |
| 3.                                                                                   | 「水の中の蜃気楼 -VENEZIA-」                      | 売野雅勇 | 筒美京平   | 4:32 |
| 4.                                                                                   | 「人生という名のレヴュー -HOTEL RITZ-」           | 売野雅勇 | 筒美京平   | 4:41 |
| 5.                                                                                   | 「白夜の季節 -FIN-」                              | 売野雅勇 | 筒美京平   | 3:06 |
| 6.                                                                                   | 「哀しみのコンチェルト -WIEN-」                   | 売野雅勇 | 筒美京平   | 4:52 |
| 7.                                                                                   | 「海岸道路N2 -BARCELONA SENTIMENTAL-」            | 売野雅勇 | 筒美京平   | 5:14 |
| 8.                                                                                   | 「モスクワ・トワイライト -LAST DANCE IN MOSCOW-」 | 売野雅勇 | 筒美京平   | 5:05 |
| 9.                                                                                   | 「ラスト・シーンズ -SA・YO・NA・RA-」             | 売野雅勇 | 筒美京平   | 4:56 |
| 合計時間:                                                                            | 合計時間:                                         | 41:12    |            |      |

## 関連作品
- NAOKO PREMIUM

## 参考資料
- オリコン『ALBUM CHART-BOOK COMPLETE EDITION 1970-2005』オリコン・マーケティング・プロモーション、2006年4月。ISBN 978-4-87131-077-2。
- 『NAOKO PREMIUM』（ボックス・セット〔解説:土屋信太郎〕）河合奈保子、日本コロムビア、2007年12月19日。COCP-34705。